# Centre de solidarité lesbienne
Pour les articles homonymes, voir CSL.
Le Centre de solidarité lesbienne (CSL) est un organisme communautaire par et pour la communauté lesboqueer du Grand-Montréal offrant de l'intervention individuelle et collective, des activités et de l'accompagnement. De 1995 à 2008, il est connu sous le nom de Groupe d'intervention en violence conjugale chez les lesbiennes (GIVCL). Il est le seul point de service d'intervention à offrir des services spécifiques aux personnes lesboqueers en lien avec la violence conjugale,.  

## Genèse
L'organisme est fondé en 1995 sous le nom de Groupe d'intervention en violence conjugale chez les lesbiennes (GIVCL), par Karol O'Brien, Josette Bourque, Irène Demczuk, François Guay, Louise Picard, Suzie Bordeleau et Ann Richard-Webb,,. 

Logo du Groupe d'intervention conjugale chez les lesbiennes

C'est en mars 1995 que ces dernières présentent un mémoire à l'intention du comité interministériel sur la violence conjugale revendiquant l'inclusion d'un volet sur les réalités lesbiennes dans la mise sur pied de la Politique d'intervention en matière de violence conjugale du ministère de la Santé et des Services sociaux,. Lancée en décembre 1995, cette politique québécoise en matière de violence conjugale introduira pour la première fois la question de la violence conjugale chez les lesbiennes.
Le GIVCL est officiellement incorporé en mai 1996,, peu de temps après, les premiers groupes de soutien pour les victimes de violence conjugale ainsi que des formations sur le sujet sont mises sur pied,,,. Les autres axes de son action se situent au niveau de la formation des intervenants en santé, de la sensibilisation de la population, de groupes de soutien pour les victimes de violence, ainsi que de la production de données de recherche,.    
À partir de 2003, le GIVCL tient une chronique récurrente sur la violence conjugale dans le magazine Femmes entre elles,,,.      

## Élargissement de la mission
Constatant la rareté des services directs et exclusifs offerts aux lesbiennes, l'organisation élargit ses services en dehors de l'intervention en matière de violence conjugale chez les lesbiennes, notamment en matière d'intervention en bien-être et en santé lesbienne,, l'organisme est renommé par la même occasion le Centre de solidarité lesbienne en 2008,,.   
Le Centre de solidarité lesbienne tient la Journée de visibilité lesbienne, de 2010 à 2018, notamment aux côtés du Réseau des lesbiennes du Québec, de GRIS-Montréal, de la Fédération des femmes du Québec, de la revue Treize et d'autres.        